# Sweetwater (Idaho)
Sweetwater è un centro abitato e un census-designated place (CDP) degli Stati Uniti d'America, situato nella contea di Nez Perce, nello stato dell'Idaho.